# Нельвин, Оса
О́са Че́рстин Не́львин (швед. Åsa Kerstin Nelvin; 3 июня 1951, Гётеборг — 16 августа 1981) — шведская писательница и поэтесса.

## Биография и творчество
Оса Нельвин родилась в 1951 году в Гётеборге. Она была вторым ребёнком Свена-Оке и Инги Нельвин. Мать Осы умерла, когда девочке было десять лет, и в течение некоторого времени Оса жила попеременно у отца и у родственников в Хельсингборге. Пережитое горе и травма из-за резкой перемены привычного образа жизни наложили глубокий отпечаток на её жизнь и творчество.
С раннего детства Оса писала рассказы и рисовала, но её мечтой было стать актрисой. В возрасте пятнадцати лет она поступила в гётеборгскую драматическую школу, став самой юной студенткой за всю её историю. Учёбу Оса вскоре бросила, но в 1969 году снялась в телесериале «Friställda». В том же году состоялся её литературный дебют с книгой для детей «De vita björnana»: страшной сказкой о девочке, оказавшейся в чужой и опасной стране. Книга 1971 года, «Det lilla landet», повествовала о маленьком мальчике, который должен сражаться со злом, но не в силах справиться с задачей. Непостижимый и пугающий мир представлен через наивное ви́дение ребёнка.
Сходные темы присутствуют и во «взрослом» творчестве Осы Нельвин. В двух её романах, «Tillflyktens hus. En f.d. inneboendes erinran» (1975) и «Kvinnan som lekte med dockor» (1977), под кажущейся реалистичностью повествования таится абсурд и гротеск. В последнем её романе, «Tillflyktens hus», последовательно развивающееся повествование постепенно сменяется странными, галлюцинаторными образами и диалогами. Стиль писательницы отчасти напоминает произведения Кафки и Беккета.
В тридцатилетнем возрасте Оса Нельвин покончила с собой. Её экспериментальная проза была далека от основных литературных тенденций 1970-х годов: в ней нет ярко выраженной социальной, политической и феминистской тематики. Поэтому, хотя отзывы о её романах были скорее положительными, они не вызвали широкого интереса ни у читателей, ни у критиков. Лишь посмертная публикация поэтического сборника Нельвин, «Gattet. Sånger från barndomen», привлекла внимание к её творчеству. Впоследствии, в 2000-х годах, её проза была заново открыта и высоко оценена критикой.